# 高吉橋
高吉橋（たかよしはし）は、福島県喜多方市にある福島県道21号喜多方会津坂下線の道路橋である。

## 概要
- 形式：2径間PC連続ポステン中空床版橋
- 橋長：56.0 m
  - 主径間：27.450 m
- 幅員
  - 総幅員 ：10.0 m
  - 車道幅員 ：6.0 m
- 竣工：1993年度（平成5年度）
- 施工：ピーエス

喜多方市街地南部にて一級水系阿賀川水系田付川を渡り、北詰は喜多方市豊川町米室字地蔵免、南詰は字高吉に位置する。現在の橋梁は地方道橋梁整備事業として1993年度（平成5年度）に完成したものであり、総工費は2億3500万円。橋梁は2車線で供用されており、上り線側に幅員2.5 mの歩道が設置され、下り線側には旧橋時代より側道人道橋が設置されている。

## 沿革
- 1942年（昭和17年） - 旧橋梁が建設される。
  - 全長：40.0 m
  - 幅員：5.0 m
  - 形式：2径間RCT桁橋[2]
- 1978年（昭和53年）：歩行者交通の安全確保のため高吉橋側道橋が建設される。
  - 全長：53.0 m
  - 幅員：3.0 m[3]
- 1993年度（平成5年度） - 大型車交通量の増加に伴い、旧橋梁の幅員狭小と老朽化対策のため架替が行われる。

## 周辺
- JR磐越西線会津豊川駅・田付川橋梁 - 一つ上流側の橋梁
- 喜多方市立豊川小学校